# Cinco tardes
Cinco tardes (en ruso: Пять вечеров, trans. Pyat vecherov) es una película soviética de drama y romance dirigida por Nikita Mijalkov, estrenada en 1979. Esta protagonizada, principalmente, por Liudmila Gúrchenko, como Tamara, y Stanislav Lyubshín, como Ilyín. Son dos personajes que, debido a ciertas circunstancias, entre ellas la Segunda Guerra Mundial, siempre actúan a la defensiva y no pueden mostrarse tales como son. Es la cuarta película de Nikita Mijalkov.

## Argumento
La película está basada en la obra de teatro homónima del dramaturgo Aleksandr Volodin escrita en 1958. Está ambientada en la URSS de finales de los años 1950, en pleno deshielo de Jrushchov. Consta de cinco partes, separadas por fotogramas con el nombre de la tarde de que se trata, conformando cada tarde una unidad de tiempo y acción.
Aleksandr Ilyín, que trabaja de camionero en Vorkutá, está de vacaciones en Moscú, ciudad donde había vivido antes de la guerra en una habitación de alquiler, partiendo al frente en 1941. Antes de la guerra, Ilyín había empezado a estudiar la carrera de ingeniero, siendo expulsado de la facultad por enfrentarse a un profesor. Ahora, estando de visita en casa de su amiga moscovita Zoya, Aleksandr se da cuenta de que su antigua casa de alquiler se encuentra enfrente. Decide ir a visitar a Tamara Vasílievna, la mujer que antaño le había alquilado una habitación en un piso comunitario y a quien no ha visto desde hace dieciocho años.
A diferencia de Aleksandr, Tamara no está casada y lleva una vida dedicada a sus actividades profesionales en una fábrica y a la educación de su sobrino Slava, hijo de su hermana fallecida durante la guerra. Después de largos años de silencio, el encuentro resulta ser bastante frío. Aleksandr finge ejercer de ingeniero jefe, trabajando en realidad de camionero en el Extremo Norte ruso. Por su parte, Tamara asegura estar contenta con su vida y le ofrece a Aleksandr quedarse en su casa durante su estadía en Moscú. Él acepta y se hace amigo de Slava y de su amiga, Katia.

## Reparto
- Liudmila Gúrchenko es Tamara Vasílievna.
- Stanislav Lyubshín es Aleksandr Petróvich Ilyín.
- Valentina Telíchkina es Zoya.
- Larisa Kuznetsova es Katia.
- Ígor Nefiódov es Slava.
- Aleksandr Adabashyán es Timoféiev.